# Arbeitsgericht Wesel

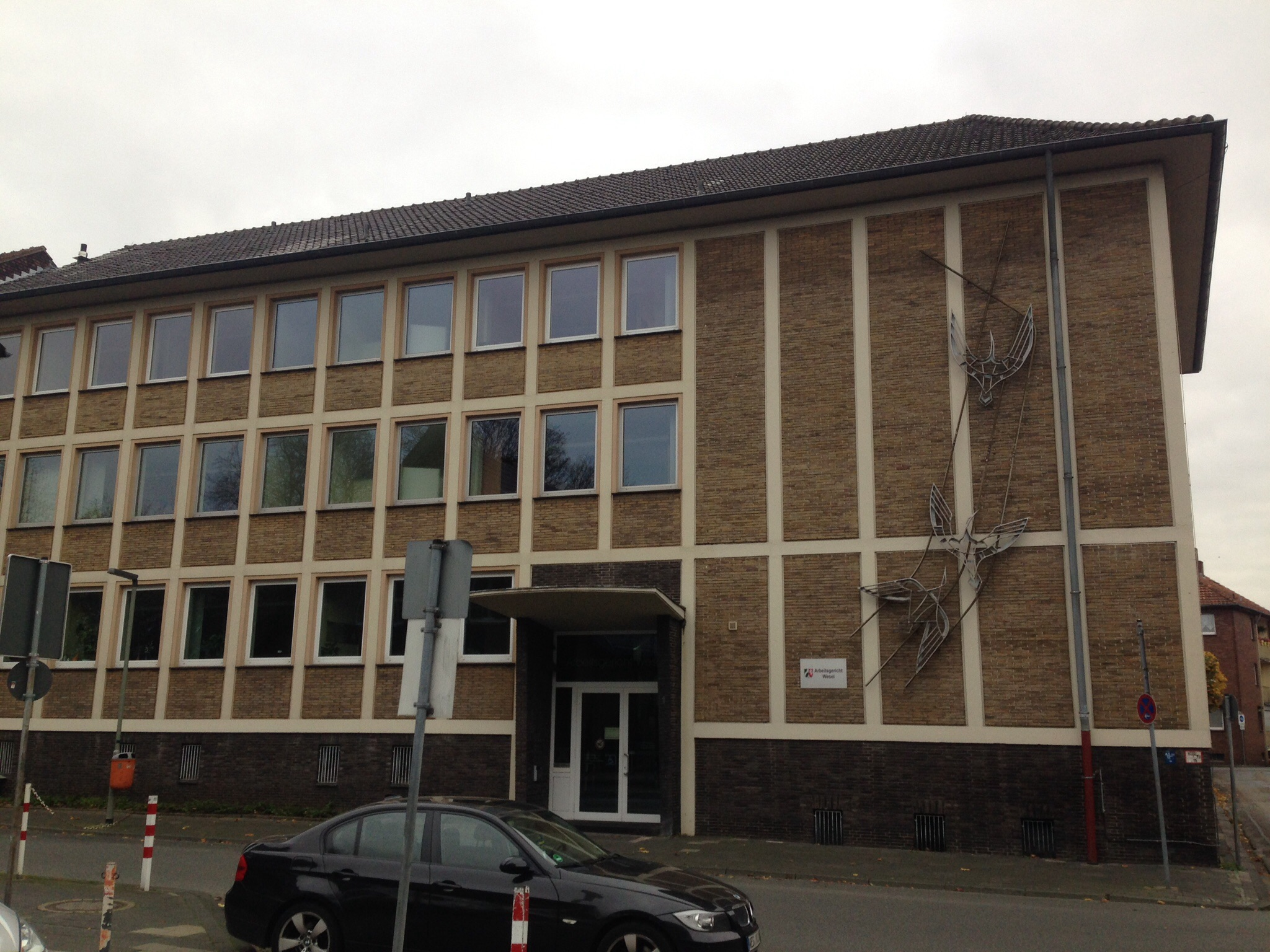
Arbeitsgericht in Wesel

Das Arbeitsgericht Wesel, ein Gericht der Arbeitsgerichtsbarkeit, ist eines der dreißig nordrhein-westfälischen Arbeitsgerichte. Bei ihm sind sechs Kammern gebildet.

## Gerichtssitz und -bezirk
Das Gericht hat seinen Sitz in Wesel in der Ritterstraße 1.
Das Arbeitsgericht Wesel ist örtlich zuständig für Rechtsstreitigkeiten aus dem Kreis Wesel und dem Kreis Kleve. Es hält in Kleve und Moers Gerichtstage ab.
Die sachliche Zuständigkeit ergibt sich aus dem Arbeitsgerichtsgesetz.

## Übergeordnete Gerichte
Dem Arbeitsgericht Wesel sind das Landesarbeitsgericht Düsseldorf und im weiteren Rechtszug das Bundesarbeitsgericht übergeordnet.

## Geschichte
Gemäß Arbeitsgerichtsgesetz vom 23. Dezember 1926 wurden in Deutschland Arbeitsgerichte gebildet. Diese waren nur in der ersten Instanz organisatorisch selbstständige Gerichte, die Landesarbeitsgerichte waren den Landgerichten zugeordnet. Am Landgericht Duisburg entstand so 1927 das Landesarbeitsgericht Duisburg als eines von vier Landesarbeitsgerichten im Bezirk des Oberlandesgerichtes Düsseldorf. In Wesel entstand das Arbeitsgericht Wesel. Sein Sprengel umfasste die Bezirke der Amtsgerichte Rees und Wesel. Es bestand eine gemeinsame Kammer für Arbeiter und Angestellte und eine Kammer für Handwerk.
Nach der Besetzung Deutschlands durch die Alliierten wurden 1945 zunächst alle Gerichte geschlossen. Die ordentlichen Gerichte wurden schon bald wieder eröffnet, während die Arbeitsgerichte zunächst nicht wieder eingerichtet wurden, so dass arbeitsgerichtliche Streitigkeiten von den ordentlichen Gerichten erledigt werden mussten. Gemäß Kontrollratsgesetz 21 vom 30. März 1946 sollten in Deutschland Arbeitsgerichte aufgebaut werden. Das Arbeitsgericht Wesel entstand so neu.